# 日本一のワルノリ男
『日本一のワルノリ男』（にっぽんいちのワルノリおとこ）は、1970年に制作された植木等主演の「日本一シリーズ」第9弾。併映は渡辺プロ作品『喜劇 右むけェ左!』（主演：堺正章、監督：前田陽一）。

## 概要
古澤憲吾・須川栄三に続き、坪島孝が初めて監督した「日本一シリーズ」の一作。以後『日本一のショック男』まで坪島が担当する。
この時期、クレージーの人気は低下の一途をたどっており、そのため当作品からは、ザ・ドリフターズの加藤茶を準主役に起用、ポスター等でも植木と同等の扱いとし、活性化を計っている。
クレージーからの共演者は谷啓のみ。
なお、浜美枝のクレージー映画への出演は当作品が最後。また内藤洋子は、当作品を最後に芸能界を引退した。

## ストーリー
田舎の高校教師、日本兵介は、教え子の白坂八郎の就職先・世界陶器での愚行をわびるため上京。行方の知れない八郎を探す一方、彼を連れ戻すまで代わりに同社に勤めることになるが、ふとしたきっかけからトントン拍子に出世して行く。だがその裏では、ひそかに会社乗っ取りの陰謀が・・・

## スタッフ
- 製作：渡辺晋、田波靖男
- 監督：坪島孝
- 脚本：田波靖男
- 撮影：鷲尾馨
- 美術：阿久根巌
- 録音：伴利也
- 照明：金子光男
- 整音：東宝録音センター
- 音楽：山本直純
- 監督助手：砂原博泰
- 編集：武田うめ
- 現像：東京現像所
- 制作担当者：古賀祥一

## キャスト
- 日本兵介：植木等
- 白坂八郎：加藤茶
- 谷村浩：谷啓
- 高野友紀子：浜美枝
- 内山佳子：内藤洋子
- 歌手：辺見マリ
- 明美：小山ルミ
- ミチ：山口火奈子
- 照子：北あけみ
- 矢沢課長：人見明
- 斉田常務：高品格
- 松永部長：田武謙三
- 世界陶器総務部長：石田茂樹
- 友吉：二瓶正也
- 宮下：大前亘
- 三島良重：水上竜子
- 由美：小磯まり
- 女子寮の女傑：塩沢とき

## 挿入歌
「ワルノリソング」
作詞：田波靖男
作曲：萩原哲晶
歌：植木等・加藤茶
「男の部屋」
作詞：安井かずみ
作曲：鈴木淳
歌：辺見マリ
「誰かさんと誰かさん」
作詞：なかにし礼
編曲：川口真
歌：加藤茶

## ビデオソフト化・再放送
- 1980年頃、東宝ビデオからテレビサイズのビデオソフト（VHS・β・U規格）が、主に業務用途向けにリリースされた[1]。
- その後ビデオソフトの再発売は一切無く、他の東宝クレージー映画末期作品（『日本一のヤクザ男』、『日本一のショック男』、『だまされて貰います』）と同様に、2024年現在DVD化・BD化は行われていない。
- 2015年6月には、CS・日本映画専門チャンネルにて、本作のHDリマスター版がTV初放送された。